# Giacomo Medici (marchand d'art)
Giacomo Medici est un marchand et trafiquant d'antiquités italien qui a été condamné en 2004 pour recel de biens volés, exportations illégales et trafic criminel d'antiquités grecques, romaines et étrusques au cours de la seconde moitié du XXe siècle.

## L'affaire Medici
Depuis 1995, l'unité de police spéciale italienne pour la protection du patrimoine culturel (Comando Carabinieri per la Tutela del Patrimonio Culturale) surveillait la société Medicis Editions , détenue par Giacomo Medici à Genève, dans une zone du port franc  de l'aéroport où des marchandises sont stockées, achetées ou vendues discrètement.
Le 13 septembre 1995 des officiers suisses et italiens ont fouillé les entrepôts de la société et trouvé des centaines d'antiquités grecques, romaines et étrusques, ainsi que de la correspondance entre Giacomo Medici et des antiquaires basés à Londres et New York et des archives comportant des photographies de milliers de pièces anciennes vendues. Dans certains cas, les photographies relatent le processus depuis la fouille illégale des tombaroli, la restauration et la vente des pièces cédées aux revendeurs. En outre, les enquêteurs ont découvert des photos de pièces provenant de fouilles illégales, pièces qui sont exposées dans des musées prestigieux.
Giacomo Medici est arrêté en 1997 et condamné en 2004 par un tribunal de Rome ; Medici devra purger 10 ans de prison et il est condamné en outre à une amende de 10 millions d'euros, la plus grosse amende infligée en Italie pour le vol d'art.
Les résultats de l'enquête sur Medici a conduit à des enquêtes parallèles de la police italienne contre le marchand d'antiquités américain Robert E. Hecht et contre l'ancienne conservatrice du musée J. Paul Getty Marion True (en) qui, selon la justice italienne, avait notamment acquis pour le compte du musée américain, et en toute connaissance de cause, des antiquités issues de pillages. Marion True est finalement relaxée en 2010, les faits étant prescrits en juillet 2010 et Robert E. Hecht relaxé en janvier 2012 après 7 ans de procédure pour les mêmes raisons,.
Déjà en 1999, le musée Getty avait décidé de rendre trois œuvres à l'Italie : un gobelet en terre datant de 480 av. J.-C., provenant d'une fouille illégale ; et deux œuvres du IIe siècle, un torse du dieu Mithra, volé à une collection privée, et une effigie d'athlète, subtilisée sur un champ de fouille.
En 2008, c'est le cratère d'Euphronios qui retourne en Italie, où il est exposé depuis 2014 à Cerveteri, lieu de sa découverte.